# 阿姆斯特丹市旗

阿姆斯特丹市旗

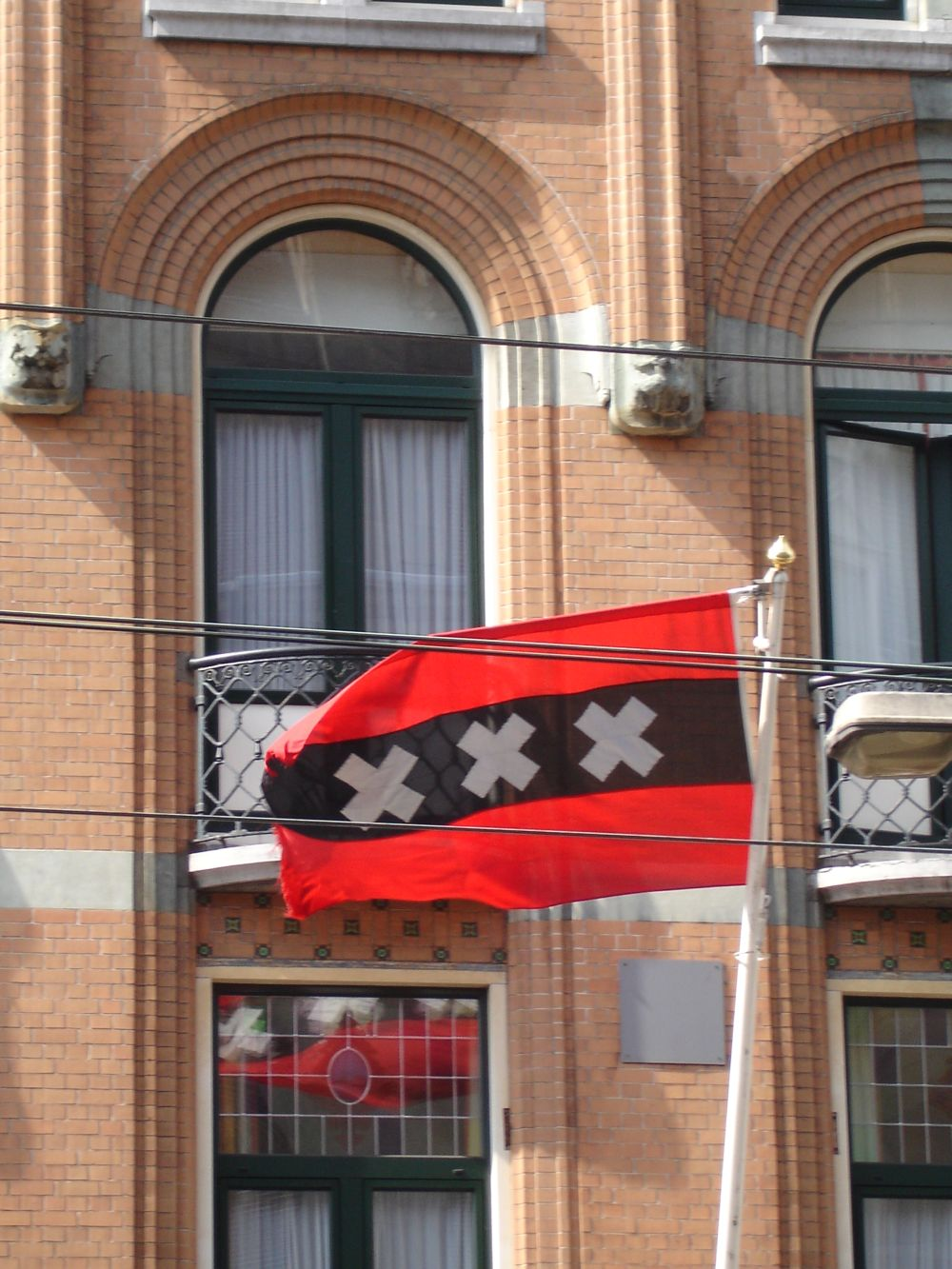
飄揚的阿姆斯特丹市旗

阿姆斯特丹市旗是荷蘭首都阿姆斯特丹的官方旗幟。現在的阿姆斯特丹市旗在中央有三個聖安得烈十字，設計基於阿姆斯特丹市徽的盾牌部分。
設計記者罗曼·马尔斯曾在2015年的一場TED大會上形容阿姆斯特丹市旗是世界上最「厲害的（badass）」市旗，也是市旗設計的模範。他特別強調阿姆斯特丹市旗簡單的設計和流行的外觀令其得到廣泛使用。

## 涵義
阿姆斯特丹市旗的顏色取自於阿姆斯特丹市徽的盾牌部分。據阿姆斯特丹市政府的說法，阿姆斯特丹市徽起源於阿姆斯特丹的大地主之一佩爾赛因（Persijn）家族的紋章。阿姆斯特丹市徽的用色以及十字設計均可以在舊阿姆斯特爾和阿姆斯特爾芬的市旗看到。阿姆斯特丹市旗的「x」和紅燈區的符號相同。而紅燈區也是阿姆斯特丹的都市特徵之一。這一巧合令「xxx」成為阿姆斯特丹的城市象徵之一，在阿姆斯特丹各處均可以看見「xxx」標誌。
一種廣為流傳的說法認為三個聖安得烈十字意為抵禦火災、洪水、黑死病。然而這種說法是錯誤的，在當地的貴族家庭使用聖安德烈十字時，黑死病還未在歐洲傳播。

## 歷史
阿姆斯特丹市旗正式啟用於1975年2月5日。但在這一天之前，阿姆斯特丹市旗已開始使用。例如在1928年奧運會的比賽日程表封面上就已經出現阿姆斯特丹市旗圖案。在阿姆斯特丹市旗成為官方旗幟之前，還曾有一面非官方市旗。其設計為自上而下有紅-白-黑三色，中央有阿姆斯特丹市徽。這種設計在17世紀時就已經出現。阿姆斯特丹歷史上還使用過其他的紅黑白三色旗。此外亦有在荷蘭國旗的白色部分加入三個聖安德烈十字的設計。

## 應用
荷蘭足球甲級聯賽球隊阿賈克斯足球俱樂部使用阿姆斯特丹市旗作為隊長袖標。